# كوبا بيرو 2017
كوبا بيرو 2017 (بالإسبانية: Copa Perú 2017)‏ هو موسم من كوبا بيرو ‏. فاز فيه Deportivo Binacional FC ‏.